# شو يان
شو يان (بالصينية: 徐琰) هو ملاكم كيك بوكسينغ صيني، ولد في 22 نوفمبر 1987 في بينزهو في الصين.